# Leonardo Bonucci
Leonardo Bonucci (Viterbo, 1 mei 1987) is een Italiaans oud-voetballer die doorgaans als centrale verdediger speelde. Bonucci maakte in 2010 zijn debuut in het Italiaans voetbalelftal.

## Clubcarrière

### Internazionale
Bonucci speelde in de jeugdelftallen van de (semi-)amateurclub Viterbese uit zijn geboortestad. In de zomer van 2005 nam FC Internazionale Milano hem over. Toenmalig hoofdtrainer van de club Roberto Mancini kreeg van de clubleiding een relatief kleine selectie, waartoe ook Bonucci behoorde. Hij speelde mee in enkele oefenwedstrijden in aanloop naar het seizoen 2005/06, met het oefenduel op 21 juli tegen FC Bolzano als eerste. In die wedstrijd verving Bonucci na 69 minuten speeltijd Francesco Coco, waarmee hij zijn officieus debuut voor Inter maakte. Ook in de daaropvolgende ontmoetingen met clubs uit de Engelse competitie (Crystal Palace, Norwich en Leicester) speelde hij mee. Mancini maakte in de jaargang 2005/06 vrijwel geen gebruik van Bonucci, die plaatsnam in het elftal onder 20 van Internazionale. Daar speelde hij samen met de toen 17-jarige Mario Balotelli, met wie hij later in het nationaal elftal zou spelen. Op de 38ste en laatste speeldag van de Serie A werd Bonucci bij het A-elftal gehaald en maakte hij in de wedstrijd tegen Cagliari Calcio (2–2) zijn officieel debuut in het betaald voetbal. Eén minuut voor het einde van de wedstrijd verving hij Santiago Solari. Door deze ene minuut speeltijd had ook Bonucci feitelijk zijn aandeel in het kampioenschap van Inter in de Italiaanse competitie, dat met zeven punten voorsprong op AS Roma werd afgedwongen. Na het seizoen 2005/06 tekende hij een permanent contract, waarmee Internazionale het huurcontract van Viterbese afkocht. Het volgende seizoen speelde Bonucci geen enkele wedstrijd in de – wederom gewonnen – competitie en kreeg hij ook geen speeltijd in de Champions League. Wel kwam hij driemaal in actie in de strijd om de Coppa Italia. In zijn derde wedstrijd, in de halve finale tegen UC Sampdoria (0–0), stond hij de volledige negentig minuten op het veld. De finale, die over twee duels met 7–4 werd verloren, maakte Bonucci niet mee. De halve finale tegen Sampdoria was Bonucci's vierde en laatste wedstrijd in dienst van Internazionale; met het elftal onder 20 dwong hij wel het kampioenschap van 2007 af.

### Treviso en Pisa
Bonucci bleef onder contract staan bij Internazionale, maar werd in de volgende twee seizoenen uitgeleend aan clubs op het tweede competitieniveau van Italië. In de zomer van 2007 vertrok hij naar Treviso; na een jaar sloten Inter en Treviso een overeenkomst tot co-eigenaarschap. In de achtste competitiewedstrijd van het seizoen debuteerde Bonucci in de Serie B tegen Spezia Calcio (5–2 verlies). In de 31ste minuut maakte hij gelijk (2–2), waarna in een halfuur Spezia met drie doelpunten uitliep. De rest van het seizoen startte Bonucci voornamelijk in de basis. Een maand na zijn eerste volgde zijn tweede doelpunt in het betaald voetbal tegen AC Mantova (eindstand 2–2). In de volgende jaargang begon Bonucci het seizoen met uitschakeling in de strijd om de Italiaanse beker: hij speelde de volledige 120 minuten in de eerste ronde tegen Benevento Calcio, die na strafschoppen met 8–9 werd verloren. Bonucci speelde in de eerste seizoenshelft tot aan ronde 21 mee in dertien wedstrijden voor Treviso, waarin hij eenmaal trefzeker was. In januari 2009 verliet hij de club, die uiteindelijk op de laatste plaats van de Serie B zou eindigen en zou degraderen naar de Serie C. Wederom op huurbasis tekende hij bij Pisa Calcio, dat zich op dat moment net als Treviso in de degradatiezone van het klassement bevond. Zijn eerste wedstrijd werd gelijkgespeeld tegen US Sassuolo; twee weken later werd gewonnen van AS Livorno (2–1), dat op dat moment op de eerste plaats stond en later via de play-offs zou promoveren. Vanaf eind maart won Pisa nog maar één wedstrijd in tien speelrondes. Het was samen met de laatste competitiewedstrijd het enige duel dat Bonucci bij Pisa miste: de rest van de wedstrijden speelde hij allemaal volledig. Net als Treviso degradeerde ook Pisa aan het einde van het seizoen 2008/09 uit de Serie B. Bonucci vertrok niet mee naar de derde divisie van Italië en liet naast Treviso en Pisa ook de Serie B achter zich.

### AS Bari

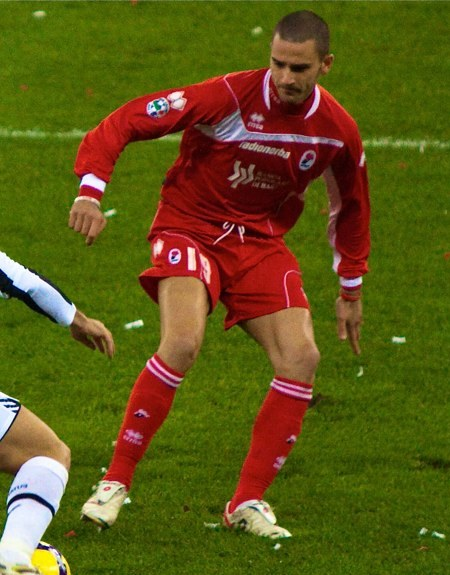
Bonucci in het tenue van AS Bari (2009)

Daar waar Treviso op de laatste plaats was geëindigd, werd AS Bari in 2009 kampioen van de Serie B. Voor die club kwam Bonucci in het seizoen 2009/10 uit. Op 8 juni 2009 onderging hij een medische keuring bij Genoa CFC, waarvoor hij voornemens was in de Serie A uit te komen. Op 2 juli werd hij echter getransfereerd naar Bari, waarbij Genoa deels eigenaar bleef. Trainer Giampiero Ventura, zelf kort daarvoor naar Bari gehaald als opvolger van Antonio Conte, stelde hem als basisspeler centraal in de verdediging op, naast Andrea Ranocchia. Zijn debuut voor AS Bari maakte Bonucci op 23 augustus tegen voormalig werkgever Internazionale. De wedstrijd eindigde in een 1–1 gelijkspel. Gedurende het seizoen maakte Bonucci één doelpunt, op 30 januari 2010 tegen Palermo (4–2 winst). Daarnaast was hij een vaste kracht in de selectie van Bari. Hij miste geen minuut speeltijd: 3420 minuten in totaal over 38 wedstrijden. Samen met Alessandro Agostini (Cagliari) was hij de enige veldspeler die dat presteerde. Twee doelmannen, Júlio César (Internazionale) en Morgan De Sanctis (Napoli) stonden ook het hele seizoen elke minuut op het veld. Het bleef bij deze 3420 minuten: in de zomer van 2010 vertrok Bonucci bij de club.

### Juventus (eerste periode)
Ranocchia en Bonucci vormden bij Bari een stevig defensief duo: in de eerste seizoenshelft incasseerden zij samen met de verdedigers van kampioen Internazionale de minste doelpunten. Dat leverde interesse op bij diverse Engelse topclubs als Chelsea FC en Manchester United, maar zorgde ook voor belangstelling bij Internazionale en Juventus. Bonucci tekende uiteindelijk eind juni een contract voor vijf seizoenen bij Juventus FC. Met de transfer was een bedrag van 15,5 miljoen euro gemoeid. Bij de club uit Turijn vormde Bonucci direct een duo in de centrale verdediging met Giorgio Chiellini, die op dat moment reeds vijf jaar voor de club uitkwam. Zijn debuut maakte hij op 29 juli 2010 in een kwalificatiewedstrijd voor de UEFA Europa League 2010/11 tegen Shamrock Rovers. Het duel eindigde in een 0–2 overwinning; Bonucci werd door trainer Luigi Delneri rechts in de centrale verdediging gepositioneerd, met links Chiellini en als rechtsback Marco Motta. Bonucci speelde alle vier kwalificatiewedstrijden, die gespeeld werden voor de start van het competitieseizoen, en miste geen minuut. Tegen Sturm Graz (1–2 winst) opende hij in de zestiende minuut de score op aangeven van Diego, zijn eerste doelpunt in dienst van Juventus. In de kwalificatiereeks dwong de club uiteindelijk een plaats in de groepsfase van de Europa League af. Drie dagen na het beslissende duel volgde Bonucci's eerste wedstrijd voor Juventus in de Serie A tegen voormalig werkgever AS Bari. Bari won met 1–0: Massimo Donati, voormalig ploeggenoot van Bonucci, was de doelpuntenmaker. Twee weken later werd de eerste wedstrijd in de Serie A van het seizoen gewonnen van Udinese met 0–4. Bonucci was de eerste doelpuntenmaker na 18 minuten speeltijd. Zijn debuut op internationaal competitief niveau volgde op 30 september, toen Manchester City in de Europa League de opponent was (1–1). Alle groepsduels eindigden in een gelijkspel, waardoor Juventus werd uitgeschakeld. In de competitie speelde Bonucci in zijn eerste seizoen in Turijn 34 competitieduels, waarin hij tweemaal trefzeker was, eenmaal een rode kaart kreeg (in de thuiswedstrijd tegen Udinese op 30 januari 2011) en in april tegen Genoa een eigen doelpunt maakte.

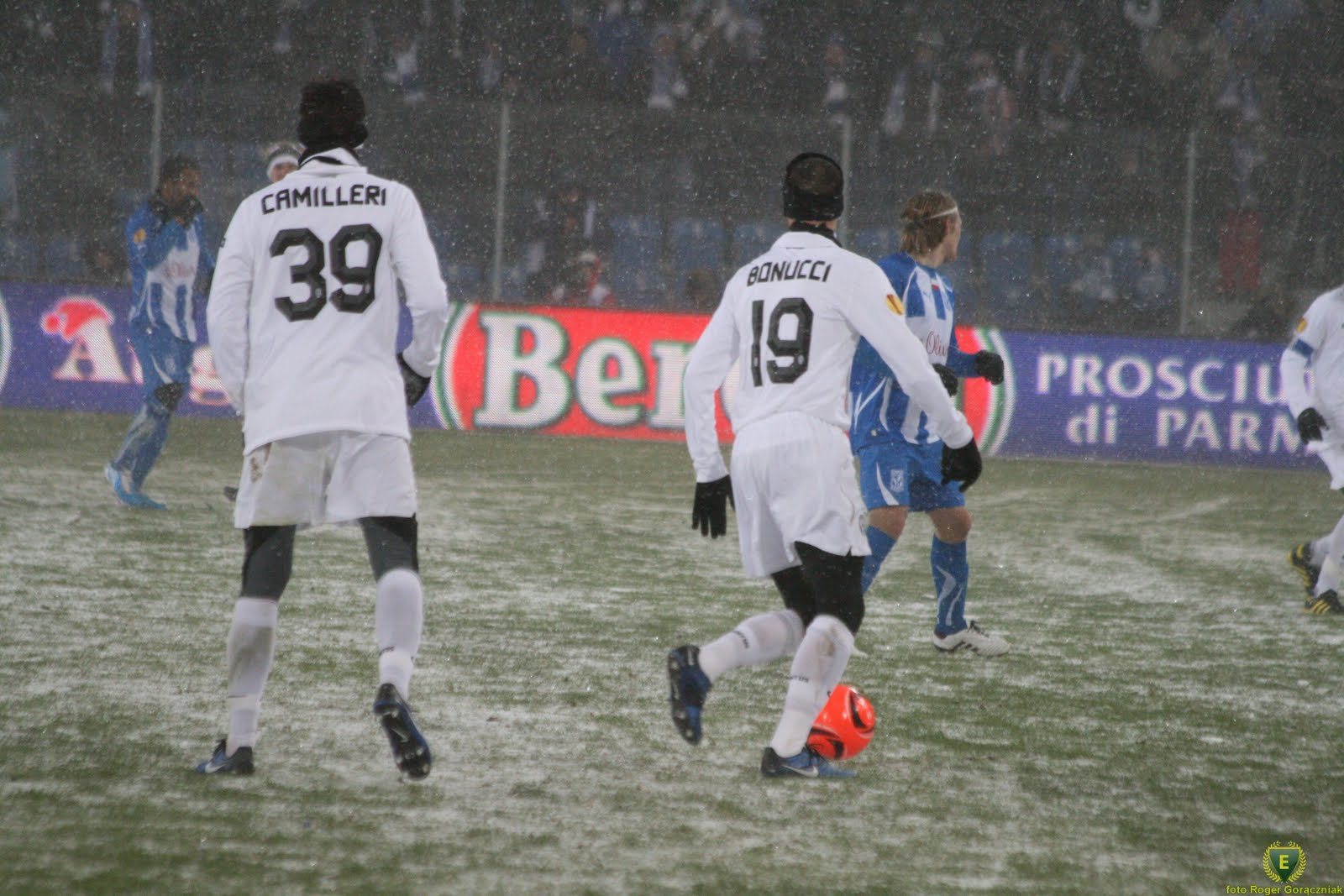
Bonucci (rugnummer 19) in actie op een besneeuwd veld in Polen in het Europa League-duel tegen Lech Poznań in december 2010

In het seizoen 2010/11 incasseerde de verdediging van Juventus 47 doelpunten in de 38 competitiewedstrijden. De verdediging liet dus te wensen over. Onder trainer Delneri bestond de vaste verdediging uit Chiellini, Bonucci en Andrea Barzagli. Het volgende seizoen werd Delneri opgevolgd door Antonio Conte. Hij verving geen van de drie verdedigers, maar positioneerde ze alle drie naast elkaar – en verhoogde het aantal centrale verdedigers dus van twee naar drie. In dit zogeheten 3-5-2-systeem bestond het elftal van Juventus nu uit deze drie verdedigers, vijf middenvelders en twee aanvallers. Het werkte: in 38 wedstrijden in de Serie A 2011/12 werd nu twintigmaal een tegendoelpunt geïncasseerd. Dit systeem namen Bonucci en Chiellini mee naar het nationaal elftal, waar de bondscoach het systeem van Conte overnam en daarbij Barzagli verving door Daniele De Rossi. In deze jaargang nam Juventus niet deel aan een Europese competitie door de zevende plaats in het voorgaande seizoen; wel werd de club voor het eerst sinds 2003 landskampioen. Bonucci miste zes competitiewedstrijden, waaronder een na een opgelopen schorsing door twee gele kaarten in de wedstrijd tegen Bologna op 7 maart 2012. In geen van de duels werd hij vervangen; als hij niet de volledige negentig minuten op het veld stond, was dat omdat hij niet in de basisopstelling was geplaatst en later werd ingebracht voor een medespeler. Barzagli speelde dan doorgaans op zijn positie. Driemaal was Bonucci in de Serie A trefzeker en eenmaal gaf hij een assist. In april tekende Bonucci een nieuw contract bij Juventus, waarmee hij zich tot en met het seizoen 2016/17 aan de club verbond.
In de zomer van 2012, voor het begin van zijn derde seizoen bij Juventus, moest Bonucci zich verantwoorden in een rechtszaak rond een omkoopschandaal in het Italiaans voetbal. Het schandaal was grootschalig: onder anderen Bonucci's voormalige collega in de verdediging van Bari, Andrea Ranocchia, aanvaller van Juventus Fabio Quagliarella en trainer Conte werden voor een verhoor opgeroepen door de justitie in Italië. Het verhoor vond plaats na het Europees kampioenschap voetbal 2012; het moment van verhoor werd omwille van dat toernooi uitgesteld. Dat was niet vanzelfsprekend, aangezien een andere international, de verdediger Domenico Criscito, direct werd aangehouden en derhalve deelname aan het EK aan zich voorbij zag gaan. Bondscoach Prandelli kreeg echter toestemming Bonucci in zijn selectie te houden tot het moment dat justitie hem wilde verhoren. Bonucci werd beschuldigd van manipulatie van de eindstand van de competitiewedstrijd tussen AS Bari en Udinese (3–3), die gespeeld werd in mei 2010. De aanklager van de Italiaanse voetbalbond eiste een schorsing van drieënhalf jaar. Bonucci werd in augustus uiteindelijk volledig vrijgesproken wegens gebrek aan bewijs, waartegen de aanklager vervolgens vergeefs in beroep ging. Op 11 augustus was hij dus in staat mee te spelen in de strijd om de Supercoppa 2012, die gespeeld werd tegen bekerwinnaar SSC Napoli. Met een 4–2 overwinning na verlenging werd de eerste prijs van het seizoen gewonnen. Een maand later speelde Bonucci zijn eerste wedstrijd in de Champions League in de groepsfase tegen Chelsea (2–2). In het volgende groepsduel schoot hij raak na een hoekschop van Andrea Pirlo, twee minuten nadat Sjachtar Donetsk op voorsprong was gekomen. Het seizoen 2012/13 kwam op internationaal clubniveau voor Bonucci tot een einde op 10 april, toen Bayern Müchen Juventus uitschakelde in de kwartfinale; Bonucci miste geen minuut speeltijd in de tien Champions League-wedstrijden. Ook was hij in de Serie A, die ook dit seizoen werd gewonnen, een basisspeler. Wel ontbrak hij in een paar wedstrijden, met name door twee schorsingen. In december 2012 werd hij geschorst na een door de arbitrage doorziene schwalbe, waarbij hij veinsde geraakt te zijn door de doelman van de tegenpartij; in januari 2013 werden zowel Bonucci als trainer Conte voor twee duels geschorst wegens hun door de arbitrage als intimiderend aangemerkte commentaar op de scheidsrechter gedurende een competitiewedstrijd tegen Genoa.

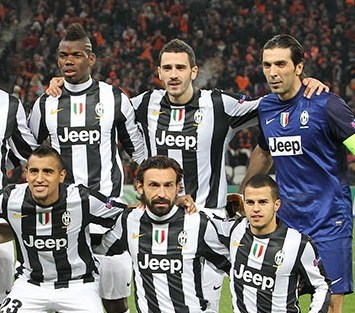
Bonucci in het seizoen 2012/13, in het midden boven Andrea Pirlo

In het seizoen 2013/14 won Bonucci met Juventus opnieuw de Italiaanse supercup, nu door SS Lazio met 4–0 te verslaan. In augustus werd Lazio ook in de Serie A verslagen, met 4–1; Bonucci gaf tweemaal een assist. In dit vierde seizoen bij Juventus speelde hij zijn minste wedstrijden in de competitie, maar kwam hij daarentegen meer in actie in internationale competities dan in de voorgaande drie jaargangen. Juventus werd in de Champions League in de groepsfase uitgeschakeld; in de Europa League werd de halve finale bereikt, waarin latere kampioen Benfica te sterk was. Bonucci was trefzeker in de kwartfinale tegen Olympique Lyon: hij was de maker van het enige doelpunt, die een goede uitgangspositie gaf voor de returnwedstrijd in Turijn een week later (2–1 winst, 3–1 over twee wedstrijden). Met Juventus werd Bonucci in mei 2015 voor de vierde keer op rij Italiaans landskampioen. Het seizoen 2014/15 was zijn meest succesvolle tot nu toe in zijn carrière: hij speelde niet eerder zoveel wedstrijden in één seizoen (in alle competities tezamen 52 duels) maar won ook voor het eerst de Coppa Italia. Op 6 juni speelde hij zijn eerste finale op internationaal clubniveau in de Champions League, nadat hij alle twaalf wedstrijden op weg naar de finale speelde. FC Barcelona was met 1–3 te sterk voor Bonucci en zijn teamgenoten.
Bonucci verlengde in juli 2015 zijn contract bij Juventus tot medio 2020.
Na afloop van het seizoen 2016/17 werd hij als een van de achttien spelers opgenomen in het sterrenteam van de UEFA In de finale, gespeeld op zaterdag 3 juni 2017, verloor hij in het Millennium Stadium in Cardiff met 4-1 van Real Madrid.

### AC Milan
Na zes kampioenschappen op rij met Juventus tekende Bonucci in juli 2017 een contract tot medio 2022 bij AC Milan, de nummer zeven van de Serie A in het voorgaande seizoen. Dat betaalde circa €40.000.000,- voor hem. Hij werd meteen benoemd tot aanvoerder. Bonucci werd ook bij Milan vrijwel direct een vaste kracht in de defensie en stond dat jaar vrijwel elke wedstrijd in de basis. Alleen waar hij bij Juventus gewend was om de landskampioenschappen aaneen te rijgen en mee te doen om de eindzege in de UEFA Champions League, streed hij nu om een plek in de subtop van de Serie A en in de Europa League. AC Milan werd aan het einde van zijn eerste seizoen bij de club bovendien voor twee jaar uitgesloten van Europees voetbal vanwege het overtreden van de financiële regels van de UEFA.

### Juventus (tweede periode)
Bonucci keerde in augustus 2018 terug bij Juventus, dat in ruil voor hem Mattia Caldara naar AC Milan liet vertrekken. Hij veroverde direct zijn plaats rechts centraal in de verdediging terug. In zijn eerste seizoen na zijn rentree werd hij voor de zevende keer Italiaans landskampioen met Juventus.

### Union Berlin
Op 1 september 2023 tekende Bonucci een eenjarig contract bij Union Berlin., maar halverwege het seizoen maakte hij een transfer naar Fenerbahçe.

### Fenerbahçe
Hij speelde een half seizoen voor Fenerbahçe en maakte aan het einde van het seizoen 2023/24 bekend dat hij met pensioen gaat.

## Clubstatistieken
| Seizoen | Club           | Land               | Competitie | Competitie | Competitie | Beker | Beker | Internationaal | Internationaal | Totaal | Totaal |
| Seizoen | Club           | Land               | Competitie | Wed.       | Dlp.       | Wed.  | Dlp.  | Wed.           | Dlp.           | Wed.   | Dlp.   |
| ------- | -------------- | ------------------ | ---------- | ---------- | ---------- | ----- | ----- | -------------- | -------------- | ------ | ------ |
| 2005/06 | Internazionale | Vlag van Italië    | Serie A    | 1          | 0          | 0     | 0     | 0              | 0              | 1      | 0      |
| 2006/07 | Internazionale | Vlag van Italië    | Serie A    | 0          | 0          | 3     | 0     | 0              | 0              | 3      | 0      |
| 2007/08 | → Treviso      | Vlag van Italië    | Serie B    | 27         | 2          | 0     | 0     | –              | –              | 27     | 2      |
| 2008/09 | → Treviso      | Vlag van Italië    | Serie B    | 13         | 2          | 1     | 0     | –              | –              | 14     | 2      |
| 2008/09 | → Pisa Calcio  | Vlag van Italië    | Serie B    | 18         | 1          | 0     | 0     | –              | –              | 18     | 1      |
| 2009/10 | AS Bari        | Vlag van Italië    | Serie A    | 38         | 1          | 1     | 0     | –              | –              | 39     | 1      |
| 2010/11 | Juventus       | Vlag van Italië    | Serie A    | 34         | 2          | 2     | 0     | 8              | 1              | 44     | 3      |
| 2011/12 | Juventus       | Vlag van Italië    | Serie A    | 32         | 2          | 5     | 0     | –              | –              | 37     | 2      |
| 2012/13 | Juventus       | Vlag van Italië    | Serie A    | 33         | 0          | 4     | 0     | 10             | 1              | 47     | 1      |
| 2013/14 | Juventus       | Vlag van Italië    | Serie A    | 29         | 2          | 1     | 0     | 13             | 1              | 43     | 3      |
| 2014/15 | Juventus       | Vlag van Italië    | Serie A    | 34         | 3          | 4     | 1     | 13             | 0              | 51     | 4      |
| 2015/16 | Juventus       | Vlag van Italië    | Serie A    | 36         | 3          | 5     | 0     | 8              | 0              | 49     | 3      |
| 2016/17 | Juventus       | Vlag van Italië    | Serie A    | 29         | 3          | 5     | 1     | 11             | 1              | 45     | 5      |
| 2017/18 | AC Milan       | Vlag van Italië    | Serie A    | 35         | 2          | 5     | 0     | 11             | 0              | 51     | 2      |
| 2018/19 | Juventus       | Vlag van Italië    | Serie A    | 29         | 3          | 1     | 0     | 10             | 0              | 40     | 3      |
| 2019/20 | Juventus       | Vlag van Italië    | Serie A    | 35         | 3          | 5     | 1     | 7              | 0              | 47     | 4      |
| 2020/21 | Juventus       | Vlag van Italië    | Serie A    | 26         | 2          | 3     | 0     | 6              | 0              | 35     | 2      |
| 2021/22 | Juventus       | Vlag van Italië    | Serie A    | 24         | 5          | 3     | 0     | 7              | 0              | 34     | 5      |
| 2022/23 | Juventus       | Vlag van Italië    | Serie A    | 16         | 1          | 1     | 0     | 9              | 1              | 26     | 2      |
| 2023/24 | Union Berlin   | Vlag van Duitsland | Bundesliga | 7          | 1          | 0     | 0     | 3              | 0              | 10     | 1      |
| 2023/24 | Fenerbahçe     | Vlag van Turkije   | Süper Lig  | 8          | 0          | 3     | 0     | 2              | 0              | 11     | 0      |
| TOTAAL  | TOTAAL         | TOTAAL             | TOTAAL     | 504        | 38         | 52    | 3     | 118            | 5              | 672    | 46     |

## Interlandcarrière

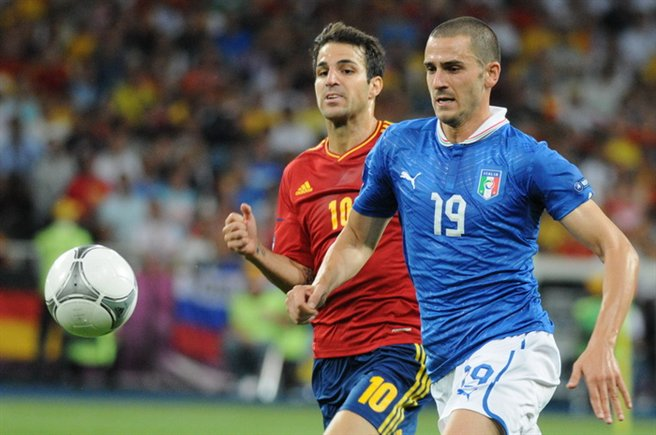
Spanjaard Cesc Fàbregas (links) zit Bonucci op de hielen in de finale van het Europees kampioenschap 2012

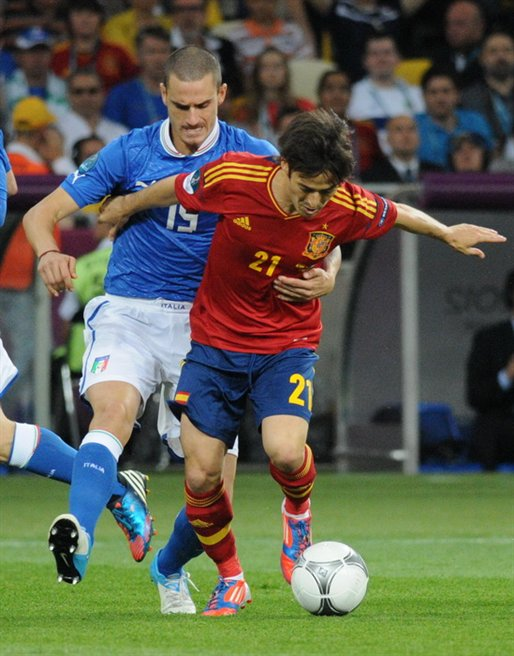
Bonucci (links) in duel met David Jiménez Silva, een van de doelpuntenmakers in diezelfde EK-finale

Bonucci maakte op 3 maart 2010 onder toenmalig bondscoach Marcello Lippi zijn debuut in het Italiaans voetbalelftal, in een oefeninterland (eindstand 0–0) tegen Kameroen. In de wedstrijd, gespeeld in het Stade Louis II in Monaco, speelde hij de volledige interland, net als de andere debutant, Andrea Cossu (Cagliari Calcio). Gepositioneerd in de verdediging stond Bonucci samen met Giorgio Chiellini, zijn latere collega in de centrale verdediging van Juventus met reeds 28 interlands op zijn naam. Na zijn seizoen bij AS Bari zag Lippi voldoende aanleiding om Bonucci op te nemen in de WK-selectie. Zijn eerste interlanddoelpunt maakte Bonucci in een oefeninterland ter voorbereiding op het wereldkampioenschap tegen Mexico: in de 88ste minuut bracht hij Italië terug in de wedstrijd, maar zijn doelpunt veranderde niets aan de uiteindelijke nederlaag (2–1 verlies). In Zuid-Afrika was Bonucci samen met Salvatore Bocchetti (Genoa CFC) de enige verdediger die niet op het toernooi in actie kwam. In de groepsfase eindigde het Italiaans elftal op de laatste plaats, na gelijke spelen tegen Paraguay en Nieuw-Zeeland en een verloren wedstrijd tegen Slowakije. Lippi stapte na het WK op. Bonucci speelde zijn derde interland op 10 augustus tegen Ivoorkust (1–0 nederlaag) onder een nieuwe bondscoach, Cesare Prandelli. Onder Prandelli speelde Bonucci in 2010 en 2011 zes kwalificatiewedstrijden voor het Europees kampioenschap voetbal 2012. Op 3 september werd het eerste duel van Estland met 1–2 gewonnen, de eerste zege van Italië in 2010; Bonucci maakte het winnende doelpunt door na een hakbal van Antonio Cassano de bal binnen te tikken. In de derde EK-kwalificatiewedstrijd tegen Noord-Ierland (0–0) stelde Prandelli zes spelers van Juventus op in de basis, met Chiellini en Bonucci in de centrumdefensie, trachtend het systeem van Juventus te implementeren in het systeem van het nationaal elftal. Italië kwalificeerde zich uiteindelijk zonder nederlaag voor het Europese eindtoernooi. Bonucci werd opgenomen in de toernooiselectie, ondanks het omkoopschandaal waarin hij een rol speelde, aangezien hij nog niet formeel door justitie als verdachte werd aangemerkt. Barzagli en Chiellini werden ook meegenomen naar Oekraïne en Polen. Op het toernooi was Bonucci nu wel een vaste waarde in het elftal en speelde als enige verdediger mee in alle zes wedstrijden, waaronder de finale, die met 0–4 van titelverdediger Spanje werd verloren.
In het kwalificatietoernooi voor het WK 2014 speelde hij mee in acht van de tien interlands, waarvan niet één werd verloren. Prandelli nam Bonucci op in de selectie voor de FIFA Confederations Cup 2013 in Brazilië. De eerste twee groepsduels, die beide gewonnen werden, bekeek hij vanaf de reservebank; de derde groepswedstrijd werd van gastland Brazilië met 4–2 verloren en in de halve finale versloeg Spanje het elftal van Italië in een strafschoppenserie. Bonucci was de dertiende strafschoppennemer, nadat zijn twaalf voorgangers allemaal hadden gescoord. Hij schoot hoog over, waarna Jesús Navas zijn strafschop wel benutte en Spanje zo naar de finale schoot. Ook in de gewonnen troostfinale tegen Uruguay kwam het tot strafschoppen. Bonucci, die wederom de hele wedstrijd speelde, hoefde van Prandelli nu geen strafschop te nemen. Op 1 juni 2014 werd hij opgenomen in de selectie voor het wereldkampioenschap voetbal 2014, waar in de groepsfase Costa Rica, Engeland en Uruguay de tegenstanders waren. Ook nu nam bondscoach Prandelli de ploeggenoten van Bonucci uit de defensie van Juventus mee (Buffon, Barzagli en Chiellini). In tegenstelling tot bij het EK 2012 kreeg hij in Brazilië geen basisplaats, maar speelde alleen in de derde groepswedstrijd tegen Uruguay mee. In de eerste twee groepswedstrijden (overwinning op Engeland, nederlaag tegen Costa Rica) maakte Prandelli gebruik van een andere opstelling van de verdediging, waardoor er geen plaats was voor Bonucci; in het derde groepsduel (0–1 verlies) en tevens laatste wedstrijd van Italië op het toernooi maakte de bondscoach weer gebruik van de gehele Juventus-verdediging. Na het wereldkampioenschap keerde Bonucci onder de nieuwe bondscoach, Antonio Conte, terug in het basiselftal van Italië. In de oefeninterland op 4 september tegen Nederland (2–0 winst) gaf Bonucci een assist op Ciro Immobile, die in de derde minuut Italië op voorsprong bracht. Twintig minuten voor tijd werd aanvoerder De Rossi gewisseld, waarna Bonucci voor het eerst de aanvoerdersband om zijn arm kreeg. Ook in de gewonnen oefeninterland tegen Malta op 18 november was hij de aanvoerder van Italië.
Op 23 mei 2016 werd Bonucci opgenomen in de selectie voor het Europees kampioenschap 2016 in Frankrijk. Italië werd in de kwartfinale na strafschoppen uitgeschakeld door Duitsland. In de reguliere speeltijd had Bonucci de eindstand op 1–1 bepaald met een benutte strafschop na een handsbal van Jérôme Boateng; in de strafschoppenserie miste hij.
| Interlands van Leonardo Bonucci voor Italië | Interlands van Leonardo Bonucci voor Italië | Interlands van Leonardo Bonucci voor Italië | Interlands van Leonardo Bonucci voor Italië | Interlands van Leonardo Bonucci voor Italië | Interlands van Leonardo Bonucci voor Italië | Interlands van Leonardo Bonucci voor Italië |
| №                                           | Datum                                       | Wedstrijd                                   | Uitslag                                     | Soort wedstrijd                             | Doelpunten                                  |                                             |
| Als speler bij AS Bari                      | Als speler bij AS Bari                      | Als speler bij AS Bari                      | Als speler bij AS Bari                      | Als speler bij AS Bari                      | Als speler bij AS Bari                      | Als speler bij AS Bari                      |
| ------------------------------------------- | ------------------------------------------- | ------------------------------------------- | ------------------------------------------- | ------------------------------------------- | ------------------------------------------- | ------------------------------------------- |
| 1.                                          | 3 maart 2010                                | Kameroen – Italië                           | 0 – 0                                       | Vriendschappelijk                           |                                             |                                             |
| 2.                                          | 3 juni 2010                                 | Mexico – Italië                             | 2 – 1                                       | Vriendschappelijk                           | 88'                                         |                                             |
| Als speler bij Juventus FC                  |                                             |                                             |                                             |                                             |                                             |                                             |
| 3.                                          | 10 augustus 2010                            | Ivoorkust – Italië                          | 0 – 0                                       | Vriendschappelijk                           |                                             |                                             |
| 4.                                          | 3 september 2010                            | Estland – Italië                            | 1 – 2                                       | Kwalificatie EK 2012                        | 63'                                         |                                             |
| 5.                                          | 7 september 2010                            | Italië – Faeröer                            | 5 – 0                                       | Kwalificatie EK 2012                        |                                             |                                             |
| 6.                                          | 8 oktober 2010                              | Noord-Ierland – Italië                      | 0 – 0                                       | Kwalificatie EK 2012                        |                                             |                                             |
| 7.                                          | 12 oktober 2010                             | Italië – Servië                             | 0 – 0                                       | Kwalificatie EK 2012                        |                                             |                                             |
| 8.                                          | 17 november 2010                            | Italië – Roemenië                           | 1 – 1                                       | Vriendschappelijk                           |                                             |                                             |
| 9.                                          | 9 februari 2011                             | Duitsland – Italië                          | 1 – 1                                       | Vriendschappelijk                           |                                             |                                             |
| 10.                                         | 25 maart 2011                               | Slovenië – Italië                           | 0 – 1                                       | Kwalificatie EK 2012                        |                                             |                                             |
| 11.                                         | 29 maart 2011                               | Oekraïne – Italië                           | 0 – 2                                       | Kwalificatie EK 2012                        |                                             |                                             |
| 12.                                         | 10 augustus 2011                            | Italië – Spanje                             | 2 – 1                                       | Vriendschappelijk                           |                                             |                                             |
| 13.                                         | 7 oktober 2011                              | Servië – Italië                             | 1 – 1                                       | Kwalificatie EK 2012                        |                                             |                                             |
| 14.                                         | 1 juni 2012                                 | Italië – Rusland                            | 0 – 3                                       | Vriendschappelijk                           |                                             |                                             |
| 15.                                         | 10 juni 2012                                | Italië – Spanje                             | 1 – 1                                       | EK 2012                                     |                                             |                                             |
| 16.                                         | 14 juni 2012                                | Kroatië – Italië                            | 1 – 1                                       | EK 2012                                     |                                             |                                             |
| 17.                                         | 18 juni 2012                                | Italië – Ierland                            | 2 – 0                                       | EK 2012                                     |                                             |                                             |
| 18.                                         | 24 juni 2012                                | Engeland – Italië                           | 0 – 0                                       | EK 2012                                     |                                             |                                             |
| 19.                                         | 28 juni 2012                                | Duitsland – Italië                          | 1 – 2                                       | EK 2012                                     |                                             |                                             |
| 20.                                         | 1 juli 2012                                 | Italië – Spanje                             | 0 – 4                                       | EK 2012                                     |                                             |                                             |
| 21.                                         | 7 september 2012                            | Bulgarije – Italië                          | 2 – 2                                       | Kwalificatie WK 2014                        |                                             |                                             |
| 22.                                         | 11 september 2012                           | Italië – Malta                              | 2 – 0                                       | Kwalificatie WK 2014                        |                                             |                                             |
| 23.                                         | 12 oktober 2012                             | Armenië – Italië                            | 1 – 3                                       | Kwalificatie WK 2014                        |                                             |                                             |
| 24.                                         | 14 november 2012                            | Italië – Frankrijk                          | 1 – 2                                       | Vriendschappelijk                           |                                             |                                             |
| 25.                                         | 21 maart 2013                               | Brazilië – Italië                           | 2 – 2                                       | Vriendschappelijk                           |                                             |                                             |
| 26.                                         | 26 maart 2013                               | Malta – Italië                              | 0 – 2                                       | Kwalificatie WK 2014                        |                                             |                                             |
| 27.                                         | 7 juni 2013                                 | Tsjechië – Italië                           | 0 – 0                                       | Kwalificatie WK 2014                        |                                             |                                             |
| 28.                                         | 11 juni 2013                                | Haïti – Italië                              | 2 – 2                                       | Vriendschappelijk                           |                                             |                                             |
| 29.                                         | 22 juni 2013                                | Brazilië – Italië                           | 4 – 2                                       | FIFA Confederations Cup                     |                                             |                                             |
| 30.                                         | 27 juni 2013                                | Italië – Spanje                             | 0 – 0                                       | FIFA Confederations Cup                     |                                             |                                             |
| 31.                                         | 30 juni 2013                                | Uruguay – Italië                            | 2 – 2                                       | FIFA Confederations Cup                     |                                             |                                             |
| 32.                                         | 6 september 2013                            | Italië – Bulgarije                          | 1 – 0                                       | Kwalificatie WK 2014                        |                                             |                                             |
| 33.                                         | 10 september 2013                           | Italië – Tsjechië                           | 2 – 1                                       | Kwalificatie WK 2014                        |                                             |                                             |
| 34.                                         | 15 oktober 2013                             | Italië – Armenië                            | 2 – 2                                       | Kwalificatie WK 2014                        |                                             |                                             |
| 35.                                         | 15 november 2013                            | Italië – Duitsland                          | 1 – 1                                       | Vriendschappelijk                           |                                             |                                             |
| 36.                                         | 31 mei 2014                                 | Italië – Ierland                            | 0 – 0                                       | Vriendschappelijk                           |                                             |                                             |
| 37.                                         | 4 juni 2014                                 | Italië – Luxemburg                          | 1 – 1                                       | Vriendschappelijk                           |                                             |                                             |
| 38.                                         | 24 juni 2014                                | Uruguay – Italië                            | 1 – 0                                       | WK 2014                                     |                                             |                                             |
| 39.                                         | 4 september 2014                            | Italië – Nederland                          | 2 – 0                                       | Vriendschappelijk                           |                                             |                                             |
| 40.                                         | 9 september 2014                            | Noorwegen – Italië                          | 0 – 2                                       | Kwalificatie EK 2016                        | 62'                                         |                                             |
| 41.                                         | 10 oktober 2014                             | Italië – Azerbeidzjan                       | 2 – 1                                       | Kwalificatie EK 2016                        |                                             |                                             |
| 42.                                         | 13 oktober 2014                             | Malta – Italië                              | 0 – 1                                       | Kwalificatie EK 2016                        |                                             |                                             |
| 43.                                         | 18 november 2014                            | Italië – Albanië                            | 1 – 0                                       | Vriendschappelijk                           |                                             |                                             |
| 44.                                         | 28 maart 2015                               | Bulgarije – Italië                          | 2 – 2                                       | Kwalificatie EK 2016                        |                                             |                                             |
| 45.                                         | 31 maart 2015                               | Italië – Engeland                           | 1 – 1                                       | Vriendschappelijk                           |                                             |                                             |
| 46.                                         | 12 juni 2015                                | Kroatië – Italië                            | 1 – 1                                       | Kwalificatie EK 2016                        |                                             |                                             |
| 47.                                         | 16 juni 2015                                | Italië – Portugal                           | 0 – 1                                       | Vriendschappelijk                           |                                             |                                             |
| 48.                                         | 3 september 2015                            | Italië – Malta                              | 1 – 0                                       | Kwalificatie EK 2016                        |                                             |                                             |
| 49.                                         | 6 september 2015                            | Italië – Bulgarije                          | 1 – 0                                       | Kwalificatie EK 2016                        |                                             |                                             |
| 50.                                         | 10 oktober 2015                             | Azerbeidzjan – Italië                       | 1 – 3                                       | Kwalificatie EK 2016                        |                                             |                                             |
| 51.                                         | 13 oktober 2015                             | Italië – Noorwegen                          | 2 – 1                                       | Kwalificatie EK 2016                        |                                             |                                             |
| 52.                                         | 13 november 2015                            | België – Italië                             | 3 – 1                                       | Vriendschappelijk                           |                                             |                                             |
| 53.                                         | 17 november 2015                            | Italië – Roemenië                           | 2 – 2                                       | Vriendschappelijk                           |                                             |                                             |
| 54.                                         | 24 maart 2016                               | Italië – Spanje                             | 1 – 1                                       | Vriendschappelijk                           |                                             |                                             |
| 55.                                         | 29 maart 2016                               | Duitsland – Italië                          | 4 – 1                                       | Vriendschappelijk                           |                                             |                                             |
| 56.                                         | 29 mei 2016                                 | Italië – Schotland                          | 1 – 0                                       | Vriendschappelijk                           |                                             |                                             |
| 57.                                         | 6 juni 2016                                 | Italië – Finland                            | 2 – 0                                       | Vriendschappelijk                           |                                             |                                             |
| 58.                                         | 13 juni 2016                                | België – Italië                             | 0 – 2                                       | EK 2016                                     |                                             |                                             |
| 59.                                         | 17 juni 2016                                | Italië – Zweden                             | 1 – 0                                       | EK 2016                                     |                                             |                                             |
| 60.                                         | 22 juni 2016                                | Italië – Ierland                            | 0 – 1                                       | EK 2016                                     |                                             |                                             |
| 61.                                         | 27 juni 2016                                | Italië – Spanje                             | 2 – 0                                       | EK 2016                                     |                                             |                                             |
| 62.                                         | 2 juli 2016                                 | Duitsland – Italië                          | 1 – 1 (6 – 5 n.s.)                          | EK 2016                                     |                                             |                                             |
| Als speler bij AC Milan                     |                                             |                                             |                                             |                                             |                                             |                                             |
| 63.                                         | 5 september 2016                            | Israël - Italië                             | 1 – 3                                       | Kwalificatie WK 2018                        |                                             |                                             |
| 64.                                         | 6 oktober 2016                              | Italië - Spanje                             | 1 – 1                                       | Kwalificatie WK 2018                        |                                             |                                             |
| 65.                                         | 9 oktober 2016                              | Macedonië - Italië                          | 2 – 3                                       | Kwalificatie WK 2018                        |                                             |                                             |
| 66.                                         | 12 november 2016                            | Liechtenstein - Italië                      | 0 – 4                                       | Kwalificatie WK 2018                        |                                             |                                             |
| 67.                                         | 15 november 2016                            | Italië - Duitsland                          | 0 – 0                                       | Vriendschappelijk                           |                                             |                                             |
| 68.                                         | 24 maart 2017                               | Italië - Albanië                            | 2 – 0                                       | Kwalificatie WK 2018                        |                                             |                                             |
| 69.                                         | 28 maart 2017                               | Nederland - Italië                          | 1 – 2                                       | Vriendschappelijk                           | 32'                                         |                                             |
| 70.                                         | 7 juni 2017                                 | Italië - Uruguay                            | 3 – 0                                       | Vriendschappelijk                           |                                             |                                             |
| 71.                                         | 2 september 2017                            | Spanje - Italië                             | 3 – 0                                       | Kwalificatie WK 2018                        |                                             |                                             |
| 72.                                         | 6 oktober 2017                              | Italië - Macedonië                          | 1 – 1                                       | Kwalificatie WK 2018                        |                                             |                                             |
| 73.                                         | 9 oktober 2017                              | Albanië - Italië                            | 0 – 1                                       | Kwalificatie WK 2018                        |                                             |                                             |

## Erelijst
| Competitie          |                |                                                                        |                |                |
| Competitie          | Aantal         | Jaren                                                                  |                |                |
| Internazionale      | Internazionale | Internazionale                                                         | Internazionale | Internazionale |
| ------------------- | -------------- | ---------------------------------------------------------------------- | -------------- | -------------- |
| Serie A             | 1x             | 2005/06                                                                |                |                |
| Juventus            |                |                                                                        |                |                |
| Serie A             | 8x             | 2011/12, 2012/13, 2013/14, 2014/15, 2015/16, 2016/17, 2018/19, 2019/20 |                |                |
| Coppa Italia        | 4x             | 2014/15, 2015/16, 2016/17, 2020/21                                     |                |                |
| Supercoppa Italiana | 5x             | 2012, 2013, 2015, 2018, 2020                                           |                |                |

| Competitie              | Winnaar | Winnaar | Runner-up | Runner-up | Derde  | Derde  |
| Competitie              | Aantal  | Jaren   | Aantal    | Jaren     | Aantal | Jaren  |
| Italië                  | Italië  | Italië  | Italië    | Italië    | Italië | Italië |
| ----------------------- | ------- | ------- | --------- | --------- | ------ | ------ |
| UEFA EK                 | 1x      | 2020    | 1x        | 2012      |        |        |
| FIFA Confederations Cup |         |         |           |           | 1x     | 2013   |